# Esteury Ruiz
Esteury Ruiz (Azua, República Dominicana, 15 de febrero de 1999), es un jugador profesional dominicano de béisbol que se desempeña en la posición de jardinero izquierdo en Dodgers, equipo de las Grandes Ligas de Béisbol (MLB).

## Carrera
Ruiz hizo su debut en la MLB con el equipo San Diego Padres, en el cual jugó una temporada (2022), después pasó a Milwaukee Brewers (2022), posteriormente a Athletics, donde lleva jugando dos temporadas.